# Gustave Wauters
Gustave Wauters fue un deportista belga que compitió en remo. Ganó dos medallas en el Campeonato Europeo de Remo de 1910, oro en ocho con timonel y plata en cuatro con timonel.

## Palmarés internacional
| Campeonato Europeo | Campeonato Europeo | Campeonato Europeo | Campeonato Europeo |
| Año                | Lugar              | Medalla            | Prueba             |
| ------------------ | ------------------ | ------------------ | ------------------ |
| 1910               | Ostende (Bélgica)  | Medalla de oro     | Ocho con timonel   |
| 1910               | Ostende (Bélgica)  | Medalla de plata   | Cuatro con timonel |